# Manuel Holobolos
Manuel (en religion Maxime) Holobolos est un rhéteur byzantin de la fin du XIIIe et du début du XIVe siècle.

## Biographie
Il apparaît dans les sources à la fin de l'année 1261 quand, après s'être fait couronner à Sainte-Sophie le 15 août dans Constantinople reconquise sur les Latins, Michel VIII Paléologue fit aveugler son collègue Jean IV Lascaris, âgé de 11 ans, et le relégua dans une forteresse : Manuel Holobolos, alors jeune grammatikos plein de science et de talent, reprocha publiquement ce crime à l'empereur ; celui-ci l'en punit cruellement en lui faisant couper le nez et les lèvres. Holobolos se retira comme moine dans le monastère Saint-Jean-Baptiste de Pétra, dans la capitale, sous le nom de Maxime.
Mais son talent le réconcilia rapidement avec Michel VIII, et il semble être de retour au Palais dès 1265 : son premier Panégyrique de Michel VIII, qui fut le début d'une longue carrière d'orateur impérial officiel, est daté de cette année, et il servit ensuite aussi comme secrétaire impérial, une lettre officielle adressée par l'empereur au pape Clément IV, que l'on date de fin 1267-début 1268, étant de sa main. En 1266, le patriarche Germain III obtint de Michel VIII le droit de nommer Holobolos directeur de l'école patriarcale qu'il s'employait à reconstituer. Le savant moine reçut le titre de maistôr tôn rhêtorôn.
Holobolos admit au début la politique d'union des Églises grecque et latine initiée par Michel VIII. Mais en 1273 il s'y opposa ouvertement et subit une nouvelle disgrâce et un nouveau châtiment : cette fois il fut promené à travers Constantinople avec une corde au cou et dut se retirer, d'abord dans le monastère de Hyakinthos à Nicée (été 1273), et ensuite, pendant une décennie (1273-1283), dans le monastère de Megalos Agros près de Cyzique. Il put regagner Constantinople après l'avènement d'Andronic II et s'affirma alors comme opposant résolu à l'union des Églises, notamment au concile des Blachernes de 1285. Il reprit son poste de directeur de l'école patriarcale et de professeur, redevint maistôr tôn rhêtorôn et semble même avoir porté le titre honorifique de prôtosugkellos (adjoint du patriarche). Il fut peut-être envoyé en ambassade à Venise en 1302. Il mourut vers 1310.

## Œuvre
Holobolos est l'auteur de commentaires sur Aristote et aussi sur des poètes grecs antiques comme Théocrite. Il fut l'un des premiers Byzantins à s'intéresser à la culture latine : connaissant le latin, il traduisit en grec les traités de logique de Boèce, et dans son second Panégyrique de Michel VIII (1266), il cite Virgile. 
Il est certainement l'auteur de trois longs Panégyriques en prose de Michel VIII que l'on date généralement de 1265-1266-1267, et peut-être d'un autre, transmis anonymement, daté de 1272 ou 1273. Un Panégyrique Andronic II qui est une défense de l'empereur après le mariage, considéré comme scandaleux, de sa fille Simonis, âgée de 6 ans, avec le kral serbe Étienne II Milutine (juillet 1299), pourrait aussi être d'Holobolos, orateur officiel de la cour (mais le début manque dans le manuscrit). On a également conservé d'Holobolos vingt poèmes déclamés à l'occasion de cérémonies de prokypsis (dix-huit datant du règne de Michel VIII et deux de celui d'Andronic II ; en fait ils fonctionnent par deux car il s'agit d'antiennes interprétées par des chœurs qui se répondent). Le rhéteur a également rédigé l'Adresse inaugurale du patriarche Germain III (1265), et est d'autre part l'auteur de sermons (dont un fameux Sermon sur l'Annonciation qui fut traduit et influença la littérature ecclésiastique slave), de poèmes à sujets religieux et d'épigrammes funéraires.

## Homonymie
Il ne faut pas confondre l'auteur ci-dessus avec un autre Manuel Holobolos, qui fut médecin, puis secrétaire de l'empereur Manuel II avant d'être congédié en 1403, et qui figure comme personnage (mort) dans le pamphlet intitulé Séjour de Mazaris dans l'Hadès (1414). Une lettre de Joseph Bryennios, datant sans doute de 1407, lui est adressée, alors qu'il s'était retiré à Thessalonique.